# Hana Benešová
Hana Benešová (República Checa, 19 de abril de 1975) es una atleta checa retirada especializada en la prueba de 4x400 m, en la que consiguió ser subcampeona mundial en pista cubierta en 1995.

## Carrera deportiva
En el Campeonato Mundial de Atletismo en Pista Cubierta de 1995 ganó la medalla de plata en los relevos de 4x400 metros, llegando a meta en un tiempo de 3:30.27 segundos, tras Rusia (oro) y por delante de Estados Unidos (bronce).